# Darualakúak
A darualakúak (Gruiformes) a madarak (Aves) osztályának egyik rendje. 8 élő család és 202 faj tartozik a rendbe.

## Rendszerezés
A rend az alábbi családokat foglalja magában.
- Guvatfélék (Rallidae) – Vigors, 1825
  - 149 faj tartozik a családhoz

- Bolyhosfarkú-félék (Sarothruridae) – Verheyen, 1957
  - 15 faj tartozik a családhoz

- Búvárcsibefélék (Heliornithidae) – Gray, 1840
  - 3 faj tartozik a családhoz

- Darufélék (Gruidae) – Vigors, 1825
  - 15 faj tartozik a családhoz

- Óriásguvatfélék (Aramidae) – Bonaparte, 1849
  - 1 faj tartozik a családhoz

- Dobosdarufélék (Psophiidae) – Bonaparte, 1831
  - 8 faj tartozik a családhoz

A korábban idesorolt kaguféléket (Rhynochetidae) és guvatgémféléket (Eurypygidae) újabban a saját, Eurypygiformes nevű rendbe helyezték át. Ugyancsak ebbe a rendbe sorolták korábban a túzokféléket, a kígyászdaruféléket és a lábasguvatféléket, a jelenleg elfogadott rendszerezés szerint azonban mindhárom család különálló rendbe (túzokalakúak (Otidiformes), kígyászdarualakúak (Cariamiformes), lábasguvatalakúak (Mesitornithiformes)) tartozik.

## Kihalt családok
- Gastornithidae (lásd Gastornis)
- Messelornithidae
- Eogruidae
- Ergilornithidae
- Geranoididae
- Aptornithidae